# Division Nationale (1932/1933)
Division Nationale w sezonie 1932/1933 – 1. edycja oficjalnych rozgrywek o tytuł mistrza Francji w piłce nożnej mężczyzn, przeprowadzona systemem ligowym pod nazwą Division Nationale, w których udział wzięło 20 drużyn klubowych (wyłącznie posiadających status profesjonalny).
Rywalizacja toczyła się w dwóch, równorzędnych, 10-zespołowych grupach (grupie A i grupie B), systemem kołowym, z jednym meczem finałowym dla zwycięzców obu grup, rozegranym na neutralnym stadionie. Zmagania rozpoczęły się 11 września 1932, a zakończyły 14 maja 1933.
Mistrzostwo kraju wywalczyło Olympique Lillois, dla którego był to pierwszy i zarazem ostatni tego typu tytuł w historii klubu.
Królami strzelców zostali ex aequo Robert Mercier z Club Français oraz Walter Kaiser ze Stade Rennais UC, zdobywcy 15 bramek.

## Uczestnicy
Do rozgrywek zakwalifikowano 20 drużyn klubowych z 17 miast (cztery zespoły z Paryża), a spotkania odbyły się na 22 stadionach (w tym 6 paryskich i podparyskich). Zespoły zostały podzielone na dwie równorzędne grupy. Przydział do grup nie odbywał się na zasadzie klucza geograficznego, lecz realnej oceny siły poszczególnych ekip na podstawie wyników z ostatnich lat, co miało dać wszystkim porównywalne szanse. Dlatego w każdej z grup wystąpiły ekipy zarówno z północy, jak i południa Francji.

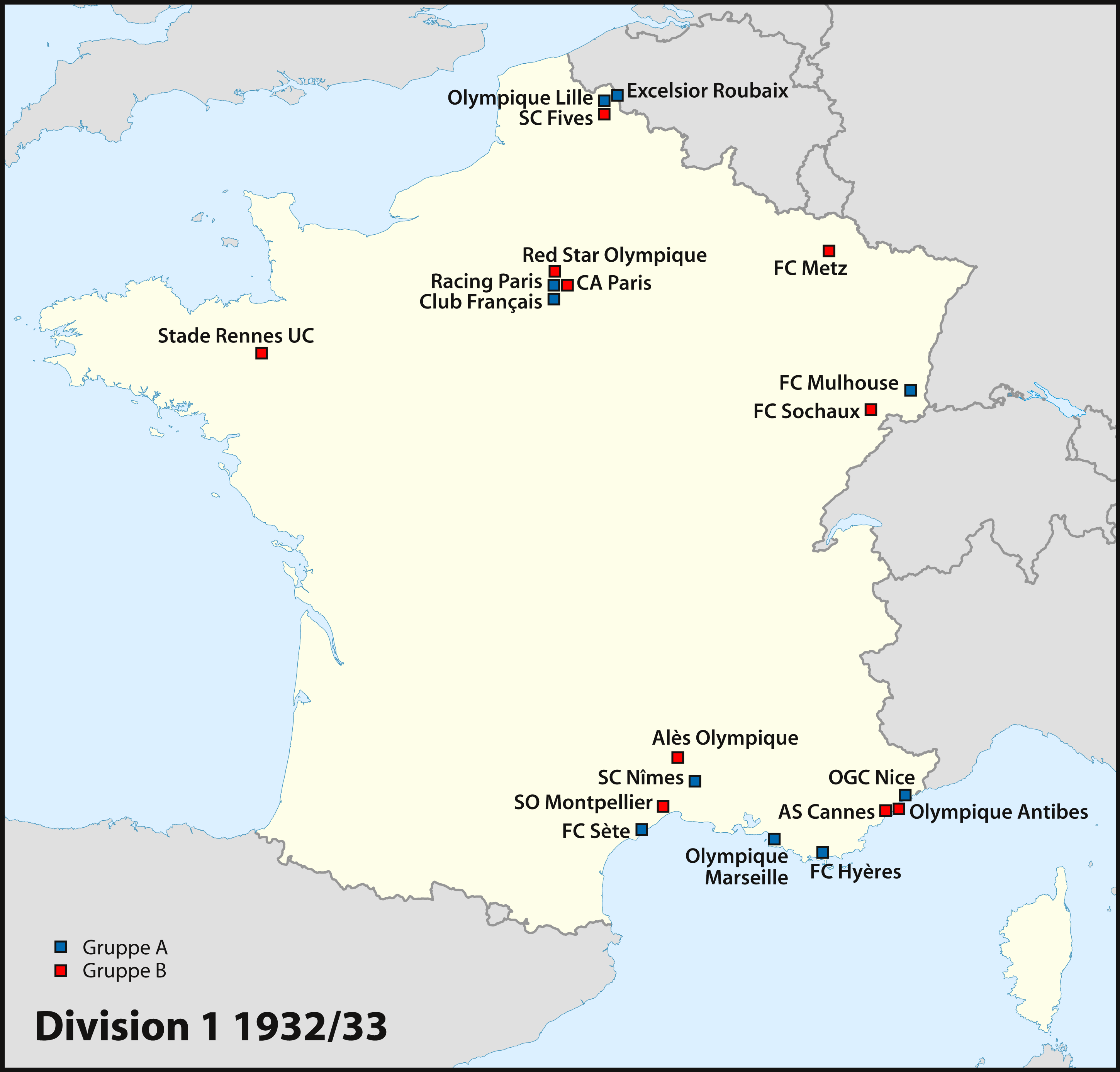
Lokalizacje klubów Division Nationale sezonu 1932/33.

| Grupa A - Club Français - Hyères FC - Olympique Lillois - Olympique Marsylia - FC Mulhouse - OGC Nice - SC Nîmes - RC Paryż - Excelsior AC (Roubaix) - FC Sète | Grupa B - Olympique Alès - Olympique d'Antibes - AS Cannes - SC Fives - FC Metz - SO Montpellier - CA Paris - Red Star Olympique - Stade Rennais UC - FC Sochaux-Montbéliard |

## Tabele końcowe

### Grupa A
| Msc. | Klub                   | Pkt | M  | Z  | R | P  | G+ | G- | +/- | Uwagi                            |
| ---- | ---------------------- | --- | -- | -- | - | -- | -- | -- | --- | -------------------------------- |
| 1.   | Olympique Lillois      | 28  | 18 | 14 | 0 | 4  | 41 | 23 | +18 | Kwalifikacja do finału           |
| 2.   | Olympique Marsylia     | 23  | 18 | 10 | 3 | 5  | 40 | 24 | +16 |                                  |
| 3.   | RC Paryż               | 21  | 18 | 8  | 5 | 5  | 40 | 36 | +4  |                                  |
| 4.   | FC Sète                | 20  | 18 | 8  | 4 | 6  | 32 | 32 | 0   |                                  |
| 5.   | SC Nîmes               | 19  | 18 | 8  | 3 | 7  | 37 | 38 | -1  |                                  |
| 6.   | Excelsior AC (Roubaix) | 18  | 18 | 5  | 8 | 5  | 32 | 37 | -5  | Zdobywca Pucharu Francji 1932/33 |
| 7.   | OGC Nice               | 15  | 18 | 5  | 5 | 8  | 26 | 32 | -6  |                                  |
| 8.   | Club Français          | 13  | 18 | 5  | 3 | 10 | 43 | 50 | -7  | Spadek do Division 2             |
| 9.   | Hyères FC              | 12  | 18 | 4  | 4 | 10 | 22 | 29 | -7  | Spadek do Division 2             |
| 10.  | FC Mulhouse            | 11  | 18 | 4  | 3 | 11 | 36 | 48 | -12 | Spadek do Division 2             |

(Zwycięstwo: 2 pkt., remis: 1 pkt, porażka: 0 pkt.)

### Grupa B
| Msc. | Klub                   | Pkt | M  | Z  | R | P  | G+ | G- | +/- | Uwagi                  |
| ---- | ---------------------- | --- | -- | -- | - | -- | -- | -- | --- | ---------------------- |
| 1.   | Olympique d'Antibes    | 24  | 18 | 10 | 4 | 4  | 39 | 21 | +18 | Wykluczenie z finału   |
| 2.   | AS Cannes              | 22  | 18 | 8  | 6 | 4  | 37 | 24 | +13 | Kwalifikacja do finału |
| 3.   | FC Sochaux-Montbéliard | 22  | 18 | 9  | 4 | 5  | 40 | 31 | +9  |                        |
| 4.   | SO Montpellier         | 21  | 18 | 9  | 3 | 6  | 37 | 36 | +1  |                        |
| 5.   | CA Paris               | 20  | 18 | 8  | 4 | 6  | 38 | 37 | +1  |                        |
| 6.   | Stade Rennais UC       | 18  | 18 | 7  | 4 | 7  | 41 | 36 | +5  |                        |
| 7.   | SC Fives               | 17  | 18 | 6  | 5 | 7  | 42 | 48 | -6  |                        |
| 8.   | Red Star Olympique     | 14  | 18 | 4  | 6 | 8  | 38 | 29 | +9  | Spadek do Division 2   |
| 9.   | FC Metz                | 13  | 18 | 5  | 3 | 10 | 25 | 51 | -26 | Spadek do Division 2   |
| 10.  | Olympique Alès         | 9   | 18 | 2  | 5 | 11 | 25 | 49 | -24 | Spadek do Division 2   |

(Zwycięstwo: 2 pkt., remis: 1 pkt, porażka: 0 pkt.)
Olympique d'Antibes zostało wykluczone z udziału w meczu finałowym na skutek podejrzeń o kupienie meczu ostatniej kolejki ligowej przeciwko SC Fives (wygranego przez siebie 5:0).

## Mecz finałowy
| 14 maja 1933 | Olympique Lillois · William Frederick Barrett 25' · Zoltán Varga 30' · Georges Winckelmans 75' · Georges Winckelmans 86' | 4:3(2:0)Raport | AS Cannes · 59' Pierre Fecchino · 78' André Calecca · 82' Maurice Tourniaire | Stade Olympique Yves-du-Manoir, Colombes Widzów: 16 000 |
|              | |                |                                                                              |                                                         |

## Najlepsi strzelcy
| Lp. | Piłkarz          | Klub               | Gole |
| --- | ---------------- | ------------------ | ---- |
| 1.  | Robert Mercier   | Club Français      | 15   |
| –   | Walter Kaiser    | Stade Rennais      | 15   |
| 3.  | Joseph Alcazar   | Olympique Marsylia | 14   |
| –   | Pierre Fecchino  | AS Cannes          | 14   |
| 5.  | Karl Klima       | FC Antibes         | 13   |
| –   | Renato Finamore  | Red Star Olympique | 13   |
| 7.  | Robert Saint-Pé  | SC Fives           | 12   |
| –   | István Závodi    | SO Montpellier     | 12   |
| –   | Pierre Bertrand  | Red Star Olympique | 12   |
| 10. | André Cheuva     | SC Fives           | 11   |
| –   | Ernest Libérati  | SC Fives           | 11   |
| –   | Julien Dominique | Stade Rennais      | 11   |